# USS Ross (DDG-71)
El USS Ross (DDG-71) es el 21.º destructor de la clase Arleigh Burke, en servicio con la Armada de los Estados Unidos desde 1997.

## Nombre
Su nombre USS Ross honra a Donald Kirby Ross, tripulante del acorazado USS Nevada condecorado con la Medalla de Honor por su heroísmo en el ataque a Pearl Harbor de 1941.

## Construcción
Ordenado el 8 de abril de 1992, su construcción en Bath Iron Works (Maine) comenzó con la colocación de la quilla el 10 de abril de 1995. El casco fue botado el 22 de marzo de 1996 y entró en servicio el 28 de junio de 1997.

## Historial de servicio

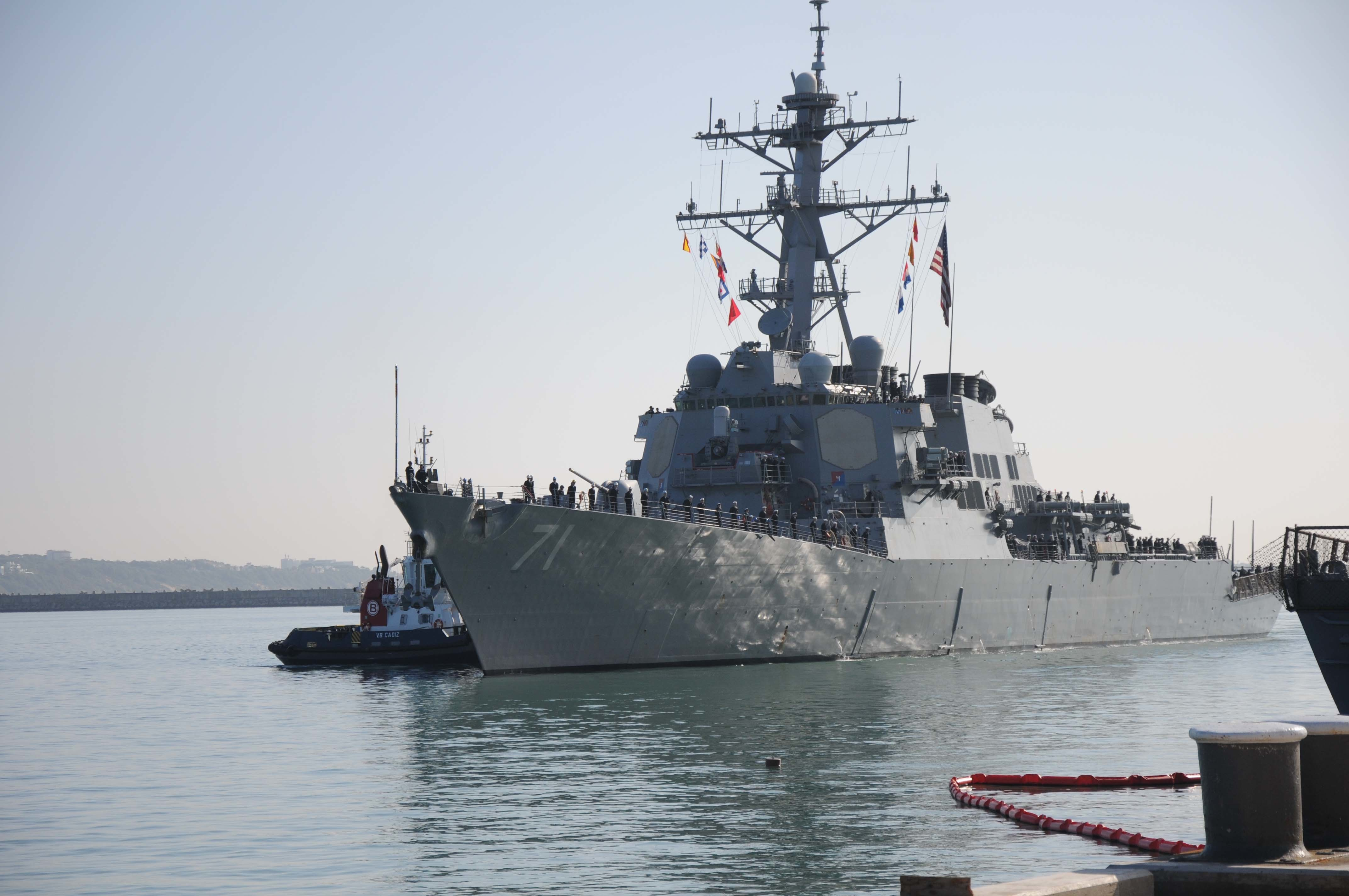
El USS Ross (DDG-71) en la base naval de Rota (España), año 2014.

A partir de 2014 estuvo asignado al Forward Deployed Naval Force-Europe (FDNF-E) en la base naval de Rota (España).
En 2016 durante una navegación en el mar Báltico, dos aviones rusos Su-24 «Fencer» lo sobrevolaron de cerca.
En 2017, junto al USS Porter, disparó desde el Mediterráneo un total de cincuenta y nueve misiles Tomahawk contra objetivos en Siria.
En 2022 abandonó Rota y regresó a EE. UU.